# Henry Machado
Henry Max Machado López (Cochabamba, Bolivia, 30 de enero de 1986) es un exfutbolista boliviano. Jugaba como lateral o de volante.

## Clubes
| Club                   | País    | Año             |
| ---------------------- | ------- | --------------- |
| Wilstermann            | Bolivia | 2004 - 2010     |
| Nacional Potosí        | Bolivia | 2011            |
| Universitario de Sucre | Bolivia | 2011 - 2012     |
| Aurora                 | Bolivia | 2012 - presente |